# 曹錦輝
曹錦輝（1981年6月2日—），暱稱為「小曹」，台灣花蓮縣光復鄉馬太鞍部落出身，阿美族，前職業棒球投手。曾效力於台灣大聯盟年代雷公隊、美國職棒大聯盟科羅拉多洛磯隊、洛杉磯道奇隊與中華職棒兄弟象隊。曹錦輝2003年經美國職棒聯盟教練兼球探：蒂姆·愛爾蘭挖掘，加入美國職棒聯盟，是台灣首位登上美國職棒大聯盟的投手及首位擊出安打的球員。於2017年6月宣布自職棒退休。
在2009年中華職棒假球事件中曹錦輝遭檢調單位約談並列為被告，曹堅持並未涉案，但坦承與賭盤的組頭有多次接觸，同年12月遭中華職棒處以永久禁賽。2010年2月10日，曹於案件的調查中最終獲不起訴處分，但承辦檢察官於不起訴處分書中認定曹意圖打假球未遂。
2015年1月，曹與洛杉磯道奇簽定小聯盟合約，重返美國職棒；歷經小聯盟比賽後，於7月8日再次登上大聯盟。至2017年曹結束與道奇的合約以前，他的表現也成為球迷間談論的熱門話題，支持曹錦輝重回職棒的球迷稱反對者為「道德迷」，與反曹方爭論未歇。
曹錦輝能重返美職，無疑是具有實力的球員，中華民國棒協雖肯定曹復出後的努力，但也聲明不會考慮徵召其入中華隊。

## 生平事蹟

### 成長過程
曹錦輝畢業於花蓮縣光復國中，國中畢業以後，與大部份台灣東部的球員一樣，被挖角到西部球隊，投入高雄縣高苑工商，成為球隊的王牌投手。1999年的高中棒球聯賽，曹錦輝與南英商工王牌投手郭泓志同場競飆球速，郭投出149km/h，而曹則飆出更快的152km/h，刷新當時台灣高中棒球史中的最快球速紀錄。之後於同年5月，曹錦輝跳級入選中華成棒代表隊參加在日本神戶舉行的四國棒球邀請賽，而在該系列賽中曹更將個人紀錄推進到155km/h這一個台灣青棒史新高，美日球探同時對他抱有極高的評價。
1999年高中畢業後，曹錦輝短暫加入職棒台灣大聯盟的年代雷公隊，出賽3場沒有勝敗、救援記錄，防禦率2.45。同一年也入選IBA世界青棒賽、亞洲棒球錦標賽等。

### 美國職棒
1999年10月19日，曹錦輝以220萬美元簽約金加入科羅拉多洛磯隊，在其所屬的美國職棒小聯盟出賽起步。2001年右肘受傷，並接受湯米約翰韌帶重建手術，傷癒後待在小聯盟奮戰。
2003年7月25日，首度於美國職棒大聯盟出賽，擔任先發投手，成為繼野手陳金鋒後，第二位登上大聯盟的台灣球員，也是第一位以投手身份登上大聯盟的台灣球員。在科羅拉多落磯隊的主場丹佛庫爾斯球場面對密爾瓦基釀酒人隊時，曹錦輝主投六又三分之一局，取得大聯盟生涯首勝。除了許多投手記錄的第一次之外，也在該年揮出台灣選手在美國職棒大聯盟的首支安打記錄，該二壘安打破壞史蒂芬·崔克索（Steve Trachsel）試圖完成無安打比賽的企圖。他在2003年球季共獲得三勝三敗，防禦率6.02的成績。
2004年球季，曹錦輝因手傷減少出賽機會，僅有零星的後援記錄，並一度到小聯盟的3A球隊作調整。直到下一個球季，開始被球隊教練定位為主力後援投手再度出發。同年代表台灣出賽雅典奧運。成功對澳洲代表隊守護下一勝得到救援點，並且對日本隊登板中繼時投出162km/h的快速球（因場地因素僅列為參考，同系列賽中日本隊投手黑田博樹有著164km/h的紀錄，而松坂大輔則達到160km/h，故該場地測速實有偏快的疑慮），可惜對日本隊一戰平手時上場救援失利，而中華隊也失去進入決賽的機會。
2005年球季，開季曹錦輝即於科羅拉多落磯隊擔任主力救援投手，5月因肩關節唇撕裂傷開刀治療，本季宣告報銷。本年度賽季中，曹投出了個人職棒生涯最高的100mph（約161km/h）球速紀錄。
2006年球季，由於傷勢復原不甚理想，全季未曾出賽。12月13日，落磯隊未將曹錦輝列入薪資仲裁名單，間接宣佈與曹錦輝解約。
2007年1月，洛杉磯道奇宣佈與曹錦輝簽約，並邀請曹錦輝參加該隊大聯盟春訓。在春訓後，曹錦輝被下放至3A。在將近兩年之後，曹錦輝於4月18日首次登板，面對老東家科羅拉多洛磯隊主投1.1局，投出2次三振，無安打無失分。
2007年球季結束，道奇球團決定將曹錦輝移出40人名單，並向他提出繼續在道奇3A奧克拉荷馬市道奇隊打球的要求；曹錦輝拒絕，選擇投入自由球員市場，不過最後曹錦輝終於在年底落腳堪薩斯皇家，以小聯盟、後援投手身分簽約1年，並受邀參加其春訓。然而受到長期手傷難癒的影響，於2008年6月3日遭球團釋出。

### 中華職棒時期
2008年12月31日，曹錦輝投入中華職棒年底選秀，在第一輪被兄弟象選走。一度因為簽約金的問題，中止談判許久，隔年3月22日才達成協議。在中華職棒二軍調整兩場後，於2009年4月25日初登板亮相，成為中華職棒史上第一位具有美國職棒大聯盟經驗的本土投手，在天母棒球場滿場球迷的加油聲中，主投6局，4次三振，失3分2分自責，帶領兄弟象拿下隊史900勝，同時中止隊史第三長的九連敗，其中六上解決打者使該半局結束後，面對看台大喊「Come On」怒吼的動作 （页面存档备份，存于），成為他後來「Come On」外號的來源。2009年5月2日在台南對決南霸天統一7-ELEVEn獅，先發2又3分之2局、用了76個球、被擊出8支安打、失9分、3分自責分，同時拿下在中華職棒的第一敗，終場兄弟以4比13輸球，2009年5月9日在天母棒球場遇上也擁有大聯盟選手陳金鋒所屬的La New熊，主投7局、100球、無失分，拿下在中華職棒的第二勝。
該年年底，中華職棒大聯盟又因為職棒假球事件，導致六名兄弟象球員被檢方調查，曹錦輝也是其中之一。雖然自稱並未有放水或打假球的事實，但確實曾經與這次被調查的職棒簽賭及組頭「雨刷」蔡政宜見過面，而且隔天剛好都輸球，也讓檢方對於曹錦輝有所質疑，而且被列為被告。同時間報導組頭性招待的新聞，酒店經理、媽媽桑及花名妮妮的酒店小姐遭檢調約談，但媽媽桑及妮妮都說確有職棒球員在場，但都推說不知球員身分，之後檢方已經一個半月沒有進一步的偵查動作。曹錦輝11月與洪瑞河見面，表達自己的歉意，再三強調自己沒有打假球，洪瑞河對他的態度有所軟化，並表示若司法最後判決他沒被收買放水，可以重新檢討讓他繼續打球的可能性。
然而同年12月23日，兄弟象確定採取高道德標準，不管未來偵查為何，決定開除曹錦輝且永不錄用，時任領隊的楊愛華表示，曹錦輝與組頭見面並接受性招待，不論最後有無打假球，都是球團無法容忍的事情，兄弟象對曹錦輝的高道德標準，也與其它三個球團達成共識，曹錦輝等於提前結束在中華職棒的生涯。
2010年2月11日板橋地檢署偵查終結，雖曹錦輝最後未被起訴，但檢方發現曹錦輝原本寄望中華職棒會以高薪挖角，回國後即透過黃俊中與組頭林秉文認識，為求前往台灣打球之機會，數度與林秉文等人至臺北市之各大酒店喝酒玩樂，曹錦輝每次均帶一或二名酒店小姐出場。而鐘點費、出場費及性交易費用每次十餘萬均由林秉文負擔，曹錦輝並主動詢問林秉文若其為他打假球，每場比賽可拿多少謝款。另外曹錦輝自己也涉及賭博，要求林秉文於放水球場次必須額外幫其下注200萬元，讓自己除了可以拿放水球謝款，亦可贏得下注金。但由於曹錦輝答應放水的場次，一場因下雨（颱風）取消，一場曹錦輝推託配合球員不夠，所以沒有成功交易。其餘多場曹錦輝雖事前與組頭見面餐敘會晤，然在無其他積極證據足佐之情況下，尚難僅憑推論而確定曹錦輝確實成功打假球之情事，所以不起訴。
隨後棒協發表了以下聲明：有關曹錦輝、謝佳賢兩名球員雖遭不起訴處分，但同樣因與不法集團過從甚密，行為明顯不檢，本會認為2人不適合返回業餘擔任球員或教練。中華職棒球員工會內部則檢討過是否就曹錦輝與謝佳賢的不起訴案例向中華聯盟爭取一定期間的球監而非永久除名，但最終並未對聯盟採取實際行動。
2010年9月2日清晨5時3分，曹錦輝在桃園機場入境查驗通關時，遭拘提留置，解送板橋地方法院偵訊。經過4小時的偵訊後，曹錦輝面對媒體痛哭失聲，表示知道自己做錯了，真的非常對不起，向球迷道歉。希望大家再給他一次機會，「我希望能再站上球場」。

### 澳洲職棒
2014年12月，曹錦輝與澳洲阿德萊德鯊魚隊簽約，進入澳洲職棒。同月在經中華職棒發函澳洲職棒，說明曹錦輝因涉及假球案遭永久禁賽後，澳洲職棒決定暫停登錄曹。最終曹並未有在澳洲職棒出賽的紀錄。

### 重返美國職棒

#### 2015年球季
2014年12月28日，《洛杉磯時報》報導，曹錦輝與洛杉磯道奇進行小聯盟合約談判，合約內容已完成，道奇隊正在進行安全調查。中華職棒去函美國大聯盟，說明曹錦輝涉及假球案的內容。2015年1月14日，美國大聯盟正式回函中華職棒，確認道奇隊簽下曹錦輝，並已被球團放進3A名單。部分球迷認為，大聯盟此舉等同對於中華職棒的高道德標準「打臉」。
2015年熱身賽結束後，並未進入洛杉磯道奇隊的開季25人名單，於小聯盟2A投入本季例行賽。在出賽數場後，被升至3A名單中。7月8日，由3A升上大聯盟，登錄洛杉磯道奇隊25人名單，背號為44號。
7月11日，面對釀酒人隊，七局上登板後援，總共投了10球，被敲出2支安打，1次三振，隨後隊友在7局下打出超前分，曹錦輝拿下自2005年5月12日後的首次大聯盟勝投。7月25日，對紐約大都會，曹錦輝上場中繼0.2局，被打出7支安打，2支全壘打，防禦率上升為10.29。道奇最終以2比15敗給大都會，比賽結束後，曹錦輝與另一位投手拉賓（Josh Ravin）同時被下放，回到3A奧克拉荷馬道奇隊。7月30日，洛杉磯道奇將曹錦輝放入指定轉讓名單中。

#### 2016年球季
2016年5月19日，道奇球團將曹錦輝由3A再度升上大聯盟，背號則換為59號。5月20日，對上洛杉磯安那罕天使，在8局下登場中繼一局無失分。5月22日，對聖地牙哥教士，11局時登場救援，因控球不佳，道奇最終以2:3敗北。5月24日，因右手臂三頭肌緊繃，被放入15天傷兵名單，6月23日轉為60天傷兵。於8月17日接受骨刺清除手術，結束這個球季，並決定成為自由球員。

#### 2017年球季
2017年2月8日，曹錦輝與獨立聯盟Long Island Ducks簽訂合約。6月19日，宣布自職棒退休。

## 投球特點
曹錦輝以四分之三(斜肩投球)的機制投球，身為一名後援投手，曹的主戰球路為最高曾達100mph(約161km/h)的速球和滑球，再加上少量的變速球作為配球。因接連的傷勢與控球不穩的缺點，即使曹有著不錯的球路威力，但始終未能成為站穩MLB的球員。

## 私人生活
2009年與女主播韓佩穎交往。
2010年離開中華職棒後，曾在花蓮市與同為陷入假球風暴而離開球場的象隊球員陳致遠共同經營燒烤店。曾在花蓮市與女朋友開四川牛肉麵店為業。
2014年4月12日，曹錦輝的女友在其牛肉麵店Facebook粉絲專頁表示，曹錦輝已離開店家，另結新歡並騙了她的錢；曹錦輝反駁此事。

## 職棒生涯記錄
例行賽投球記錄：
| 年度 | 球隊    | 出賽 | 投球局數 | 勝投 | 敗投 | 中繼點 | 救援成功 | 完投 | 完封 | 四死 | 三振 | 責失 | 勝率  | 防禦率 |
| ---- | ------- | ---- | -------- | ---- | ---- | ------ | -------- | ---- | ---- | ---- | ---- | ---- | ----- | ------ |
| 1999 | 雷公    | 3    | 11 0/3   | 0    | 0    | 0      | 0        | 0    | 0    | 0    | 14   | 3    | 0.000 | 2.45   |
| 合計 | TML一年 | 3    | 11 0/3   | 0    | 0    | 0      | 0        | 0    | 0    | 0    | 14   | 3    | 0.000 | 2.45   |

| 年度 | 球隊 | 等級    | 出賽 | 投球局數 | 勝投 | 敗投 | 中繼點 | 救援成功 | 完投 | 完封 | 四死 | 三振 | 責失 | 勝率  | 防禦率 |
| ---- | ---- | ------- | ---- | -------- | ---- | ---- | ------ | -------- | ---- | ---- | ---- | ---- | ---- | ----- | ------ |
| 2000 | 洛磯 | A       | 24   | 145 0/3  | 11   | 8    | 0      | 0        | 0    | 0    | 40   | 187  | 44   | 0.579 | 2.73   |
| 2001 | 洛磯 | A       | 4    | 17 1/3   | 0    | 4    | 0      | 0        | 0    | 0    | 5    | 18   | 9    | 0.000 | 4.67   |
| 2002 | 洛磯 | SHORT A | 3    | 11 0/3   | 0    | 0    | 0      | 0        | 0    | 0    | 2    | 16   | 0    | 0.000 | 0.00   |
| 2002 | 洛磯 | A ADV   | 9    | 47 1/3   | 4    | 2    | 0      | 0        | 0    | 0    | 12   | 45   | 11   | 0.667 | 2.09   |
| 2003 | 洛磯 | AA      | 18   | 113 1/3  | 11   | 4    | 0      | 0        | 0    | 0    | 31   | 125  | 31   | 0.733 | 2.46   |
| 2003 | 洛磯 | MLB     | 9    | 43 1/3   | 3    | 3    | 0      | 0        | 0    | 0    | 24   | 29   | 29   | 0.500 | 6.02   |
| 2004 | 洛磯 | A       | 2    | 10 0/3   | 1    | 0    | 0      | 0        | 0    | 0    | 1    | 14   | 2    | 1.000 | 1.80   |
| 2004 | 洛磯 | AA      | 2    | 13 0/3   | 1    | 1    | 0      | 0        | 0    | 0    | 2    | 10   | 4    | 0.500 | 2.77   |
| 2004 | 洛磯 | AAA     | 4    | 12 2/3   | 1    | 1    | 0      | 0        | 0    | 0    | 5    | 14   | 12   | 0.500 | 8.53   |
| 2004 | 洛磯 | MLB     | 10   | 9 1/3    | 0    | 0    | 0      | 1        | 0    | 0    | 1    | 11   | 4    | 0.000 | 3.86   |
| 2005 | 洛磯 | A ADV   | 1    | 1 0/3    | 0    | 0    | 0      | 0        | 0    | 0    | 0    | 1    | 0    | 0.000 | 0.00   |
| 2005 | 洛磯 | AAA     | 1    | 1 0/3    | 0    | 0    | 0      | 0        | 0    | 0    | 0    | 1    | 0    | 0.000 | 0.00   |
| 2005 | 洛磯 | MLB     | 10   | 11 0/3   | 1    | 0    | 0      | 3        | 0    | 0    | 6    | 4    | 8    | 1.000 | 6.55   |
| 2007 | 道奇 | AAA     | 5    | 5 0/3    | 0    | 1    | 0      | 2        | 0    | 0    | 1    | 9    | 2    | 0.000 | 3.60   |
| 2007 | 道奇 | MLB     | 21   | 24 2/3   | 0    | 1    | 0      | 0        | 0    | 0    | 8    | 16   | 12   | 0.000 | 4.38   |
| 2008 | 道奇 | AAA     | 7    | 11 1/3   | 1    | 0    | 0      | 1        | 0    | 0    | 0    | 10   | 7    | 1.000 | 5.56   |
| 2015 | 道奇 | AAA     | 21   | 25 2/3   | 2    | 1    | 0      | 5        | 0    | 0    | 5    | 31   | 11   | 0.667 | 3.86   |
| 2015 | 道奇 | AA      | 4    | 5 0/3    | 0    | 1    | 0      | 2        | 0    | 0    | 4    | 39   | 4    | 0.000 | 7.20   |
| 2015 | 道奇 | MLB     | 5    | 7 0/3    | 1    | 1    | 0      | 0        | 0    | 0    | 3    | 7    | 8    | 0.500 | 10.29  |
| 2016 | 道奇 | MLB     | 2    | 1 2/3    | 0    | 1    | 0      | 0        | 0    | 0    | 0    | 0    | 0    | 0.000 | 5.40   |

| 年度 | 球隊   | 出賽 | 投球局數 | 勝投 | 敗投 | 中繼點 | 救援成功 | 完投 | 完封 | 四死 | 三振 | 責失 | 勝率 | 防禦率 |
| ---- | ------ | ---- | -------- | ---- | ---- | ------ | -------- | ---- | ---- | ---- | ---- | ---- | ---- | ------ |
| 2009 | 兄弟象 | 19   | 93 2/3   | 8    | 8    | 0      | 0        | 0    | 0    | 27   | 64   | 41   | .500 | 3.939  |
| 合計 | 1年    | 19   | 93 2/3   | 8    | 8    | 0      | 0        | 0    | 0    | 27   | 64   | 41   | .500 | 3.939  |

例行賽打擊記錄：
| 年度 | 球隊 | 等級 | 出賽 | 打數 | 打點 | 得分 | 安打 | 二壘打 | 三壘打 | 全壘打 | 四死 | 三振 | 盜壘 | 長打率 | 打擊率 |
| ---- | ---- | ---- | ---- | ---- | ---- | ---- | ---- | ------ | ------ | ------ | ---- | ---- | ---- | ------ | ------ |
| 2003 | 洛磯 | AA   | 18   | 8    | 1    | 1    | 4    | 1      | 0      | 0      | 0    | 1    | 0    | 0.625  | 0.500  |
| 2003 | 洛磯 | MLB  | 9    | 13   | 0    | 2    | 2    | 1      | 0      | 0      | 0    | 1    | 0    | 0.231  | 0.154  |
| 2004 | 洛磯 | AA   | 2    | 2    | 0    | 0    | 0    | 0      | 0      | 0      | 0    | 1    | 0    | 0.000  | 0.000  |
| 2005 | 洛磯 | AAA  | 2    | 2    | 0    | 0    | 0    | 0      | 0      | 0      | 0    | 0    | 0    | 0.000  | 0.000  |
| 2005 | 洛磯 | MLB  | 2    | 2    | 0    | 0    | 0    | 0      | 0      | 0      | 0    | 0    | 0    | 0.000  | 0.000  |
| 2007 | 道奇 | AAA  | 1    | 0    | 0    | 0    | 0    | 0      | 0      | 0      | 0    | 0    | 0    | 0.000  | 0.000  |
| 2007 | 道奇 | MLB  | 20   | 0    | 0    | 0    | 0    | 0      | 0      | 0      | 0    | 0    | 0    | 0.000  | 0.000  |
| 2015 | 道奇 | AA   | 2    | 0    | 0    | 0    | 0    | 0      | 0      | 0      | 0    | 0    | 0    | 0.000  | 0.000  |
| 2015 | 道奇 | AAA  | 10   | 1    | 0    | 0    | 0    | 0      | 0      | 0      | 0    | 1    | 0    | 0.000  | 0.000  |
| 2015 | 道奇 | MLB  | 4    | 1    | 0    | 1    | 1    | 1      | 0      | 0      | 0    | 1    | 0    | 0.000  | 1.000  |

## 特殊紀錄
- 全國硬式少棒賽打擊王（打擊率：.694）
- 1996年國中聯賽全壘打王

## 外部連結
- 曹錦輝在美國職棒官網（英语）
- 曹錦輝在中華職棒官網
- 曹錦輝在Baseball-Reference.com（大聯盟）（英语）
- 曹錦輝在Baseball-Reference.com（小聯盟以及海外聯盟）（英语）
- 曹錦輝在ESPN（MLB）（英语）
- 曹錦輝在FanGraphs.com（英语）
- 曹錦輝在Retrosheet（英语）
- 曹錦輝在The Baseball Cube（英语）
- 曹錦輝在Olympedia（英语）
- 曹錦輝粉絲後援會的Facebook專頁
- 曹錦輝在台灣棒球維基館上的頁面（繁體中文）